# النا بالتاچا
 النا بالتاچا (اوکراینی: Олена Сергіївна Балтача) (زاده ۱۴ اوت ۱۹۸۳ – درگذشتهٔ ۴ مه ۲۰۱۴) یک تنیس‌باز اهل بریتانیا بود.